# گورستان بورمی ژیه
گورستان بورمی ژیه در شهرستان رضوانشهر، بخش پره سر، روستای ییلاقی ارده واقع شده و این اثر در تاریخ ۲۷ بهمن ۱۳۸۲ با شمارهٔ ثبت ۱۰۹۴۱ به‌عنوان یکی از آثار ملی ایران به ثبت رسیده است.